# Meillon
Pour les articles homonymes, voir Meillon (homonymie).
Meillon (en béarnais Melhon ou Melhoû) est une commune française située dans le département des Pyrénées-Atlantiques, en région Nouvelle-Aquitaine.
Le gentilé est Meillonnais.

## Géographie

### Localisation
La commune de Meillon se trouve dans le département des Pyrénées-Atlantiques, en région Nouvelle-Aquitaine.
Elle se situe à 6,1 km par la route de Pau, préfecture du département, et à 12 km de Nay, bureau centralisateur du canton d'Ouzom, Gave et Rives du Neez dont dépend la commune depuis 2015 pour les élections départementales.
La commune fait en outre partie du bassin de vie de Pau.
Les communes les plus proches sont : 
Rontignon (1,3 km), Aressy (1,6 km), Narcastet (1,6 km), Assat (2,1 km), Uzos (2,5 km), Idron (2,7 km), Lée (3,1 km), Mazères-Lezons (3,4 km).
Sur le plan historique et culturel, Meillon fait partie de la province du Béarn, qui fut également un État et qui présente une unité historique et culturelle à laquelle s’oppose une diversité frappante de paysages au relief tourmenté.

### Communes limitrophes
Les communes limitrophes sont  Aressy, Assat, Idron, Lée, Narcastet et Rontignon.
| Aressy    | Idron     | Lée   |
| Rontignon | Meillon   |       |
|           | Narcastet | Assat |

### Hydrographie

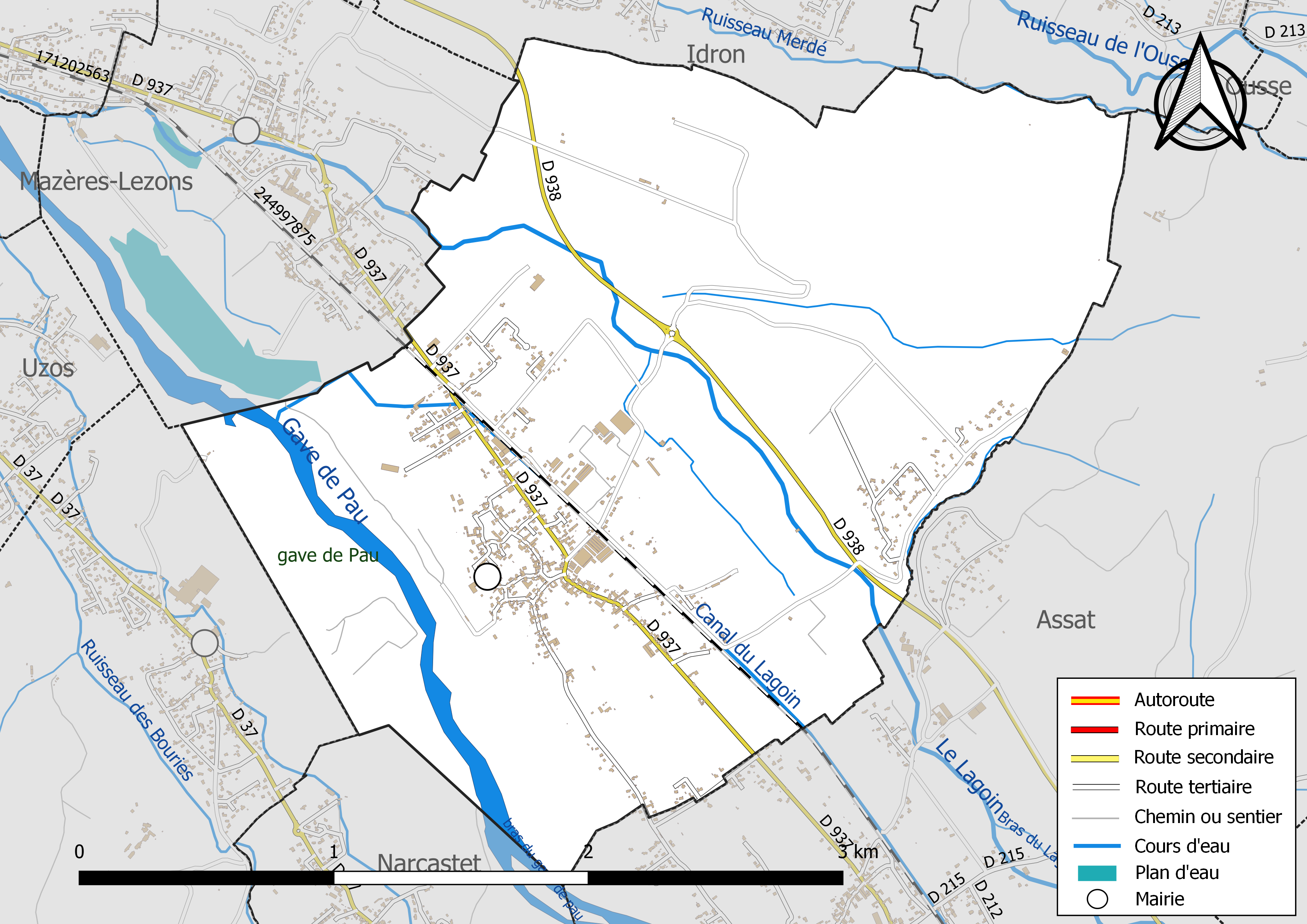
Réseaux hydrographique et routier de Meillon.

La commune est drainée par le gave de Pau, le Lagoin, le canal du Lagoin, le ruisseau Merdé, et par divers petits cours d'eau, constituant un réseau hydrographique de 11 km de longueur totale,.
Le gave de Pau, d'une longueur totale de 192,8 km, prend sa source dans la commune de Gavarnie-Gèdre et s'écoule du sud-est vers le nord-ouest. Il traverse la commune et se jette dans l'Adour à Saint-Laurent-de-Gosse, après avoir traversé 88 communes.
Le Lagoin, d'une longueur totale de 28,7 km, prend sa source dans la commune de Saint-Vincent et s'écoule du sud-est vers le nord-ouest. Il traverse la commune et se jette dans le gave de Pau] à Bizanos, après avoir traversé 13 communes.
Le canal du Lagoin, d'une longueur totale de 14,9 km, prend sa source dans la commune de Coarraze et s'écoule du sud-est vers le nord-ouest. Il traverse la commune et se jette dans le gave de Pau sur le territoire communal, après avoir traversé 8 communes.

### Climat
Pour des articles plus généraux, voir Climat de la Nouvelle-Aquitaine et Climat des Pyrénées-Atlantiques.
Historiquement, la commune est exposée à un climat de montagne.  
En 2020, Météo-France publie une typologie des climats de la France métropolitaine dans laquelle la commune est toujours exposée à un climat de montagne et est dans la région climatique Pyrénées atlantiques, caractérisée par une pluviométrie élevée (>1 200 mm/an) en toutes saisons, des hivers très doux (7,5 °C en plaine) et des vents faibles.
Pour la période 1971-2000, la température annuelle moyenne est de 13,1 °C, avec une amplitude thermique annuelle de 14,2 °C. Le cumul annuel moyen de précipitations est de 1 299 mm, avec 11,5 jours de précipitations en janvier et 9,2 jours en juillet. Pour la période 1991-2020, la température moyenne annuelle observée sur la station météorologique la plus proche, située sur la commune de Bénéjacq à 11 km à vol d'oiseau, est de 13,4 °C et le cumul annuel moyen de précipitations est de 1 244,1 mm,. Pour l'avenir, les paramètres climatiques de la commune estimés pour 2050 selon différents scénarios d’émission de gaz à effet de serre sont consultables sur un site dédié publié par Météo-France en novembre 2022.

### Milieux naturels et biodiversité

#### Réseau Natura 2000
Le réseau Natura 2000 est un réseau écologique européen de sites naturels d'intérêt écologique élaboré à partir des Directives « Habitats » et « Oiseaux », constitué de zones spéciales de conservation (ZSC) et de zones de protection spéciale (ZPS).
Un site Natura 2000 a été défini sur la commune au titre de la « directive Habitats » : le « gave de Pau », d'une superficie de 8 194 ha, un vaste réseau hydrographique avec un système de saligues encore vivace,.

#### Zones naturelles d'intérêt écologique, faunistique et floristique
L’inventaire des zones naturelles d'intérêt écologique, faunistique et floristique (ZNIEFF) a pour objectif de réaliser une couverture des zones les plus intéressantes sur le plan écologique, essentiellement dans la perspective d’améliorer la connaissance du patrimoine naturel national et de fournir aux différents décideurs un outil d’aide à la prise en compte de l’environnement dans l’aménagement du territoire.
Une ZNIEFF de type 1 est recensée sur la commune, : 
les « saligues amont du gave de Pau » (471,99 ha), couvrant 10 communes du département et une ZNIEFF de type 2,, : 
le « réseau hydrographique du gave de Pau et ses annexes hydrauliques » (3 000,84 ha), couvrant 71 communes dont 10 dans les Landes, 59 dans les Pyrénées-Atlantiques et 2 dans les Hautes-Pyrénées.

## Urbanisme

### Typologie
Au 1er janvier 2024, Meillon est catégorisée ceinture urbaine, selon la nouvelle grille communale de densité à sept niveaux définie par l'Insee en 2022.
Elle appartient à l'unité urbaine de Pau, une agglomération intra-départementale regroupant 55  communes, dont elle est une commune de la banlieue,,. Par ailleurs la commune fait partie de l'aire d'attraction de Pau, dont elle est une commune de la couronne,. Cette aire, qui regroupe 227 communes, est catégorisée dans les aires de 200 000 à moins de 700 000 habitants,.

### Occupation des sols

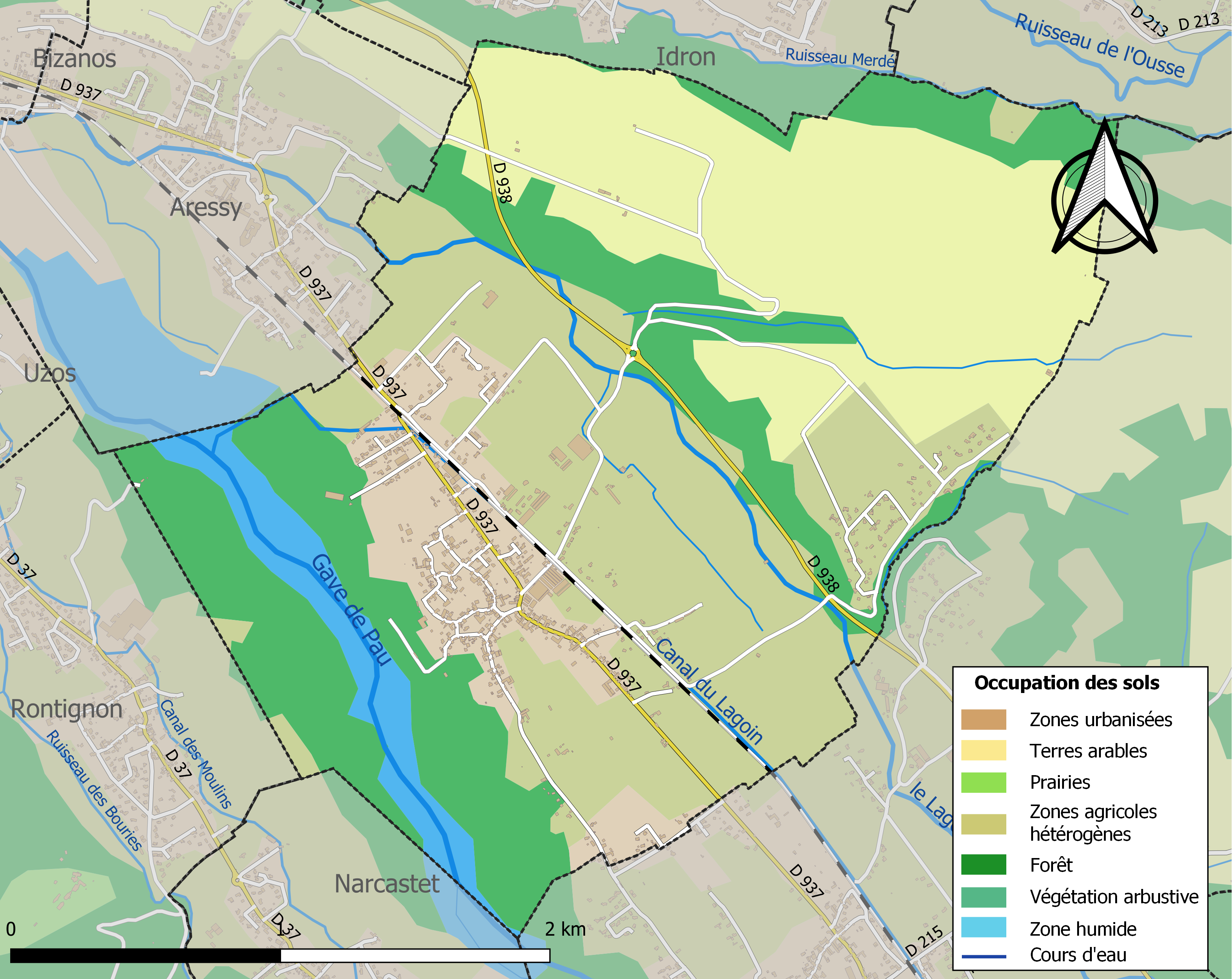
Carte des infrastructures et de l'occupation des sols de la commune en 2018 (CLC).

L'occupation des sols de la commune, telle qu'elle ressort de la base de données européenne d’occupation biophysique des sols Corine Land Cover (CLC), est marquée par l'importance des territoires agricoles (60,1 % en 2018), en diminution par rapport à 1990 (61,4 %). La répartition détaillée en 2018 est la suivante : 
zones agricoles hétérogènes (33,3 %), terres arables (26,9 %), forêts (24,8 %), zones urbanisées (10,4 %), eaux continentales (4,6 %). L'évolution de l’occupation des sols de la commune et de ses infrastructures peut être observée sur les différentes représentations cartographiques du territoire : la carte de Cassini (XVIIIe siècle), la carte d'état-major (1820-1866) et les cartes ou photos aériennes de l'IGN pour la période actuelle (1950 à aujourd'hui).

### Voies de communication et transports
La commune est desservie par la route départementale 937.
Un réseau de bus assure la liaison vers les villes proches, Pau et Nay.

### Risques majeurs
Le territoire de la commune de Meillon est vulnérable à différents aléas naturels : météorologiques (tempête, orage, neige, grand froid, canicule ou sécheresse), inondations et séisme (sismicité moyenne). Il est également exposé à un risque technologique,  le transport de matières dangereuses, et à un risque particulier : le risque de radon. Un site publié par le BRGM permet d'évaluer simplement et rapidement les risques d'un bien localisé soit par son adresse soit par le numéro de sa parcelle.

#### Risques naturels
La commune fait partie du territoire à risques importants d'inondation (TRI) de Pau, regroupant 34 communes concernées par un risque de débordement du gave de Pau, un des 18 TRI qui ont été arrêtés fin 2012 sur le bassin Adour-Garonne. Les événements antérieurs à 2014 les plus significatifs sont les crues de 1800, crue la plus importante enregistrée à Orthez (H = 15,42 m au pont d'Orthez), du 23 juin 1875, exceptionnelle par son ampleur géographique, des 27 et 28 octobre 1937, la plus grosse crue enregistrée à Lourdes depuis 1875, du 3 février 1952, du 27 janvier 1972 (10,46 m à Orthez pour Q = 725 m3/s), du 28 novembre 1974, du 1er juin 1978 (3,40 m à Rieulhès pour Q = 504 m3/s) et du 19 juin 2013. Des cartes des surfaces inondables ont été établies pour trois scénarios : fréquent (crue de temps de retour de 10 ans à 30 ans), moyen (temps de retour de 100 ans à 300 ans) et extrême (temps de retour de l'ordre de 1 000 ans, qui met en défaut tout système de protection). La commune a été reconnue en état de catastrophe naturelle au titre des dommages causés par les inondations et coulées de boue survenues en 1982, 2009, 2014 et 2021,.

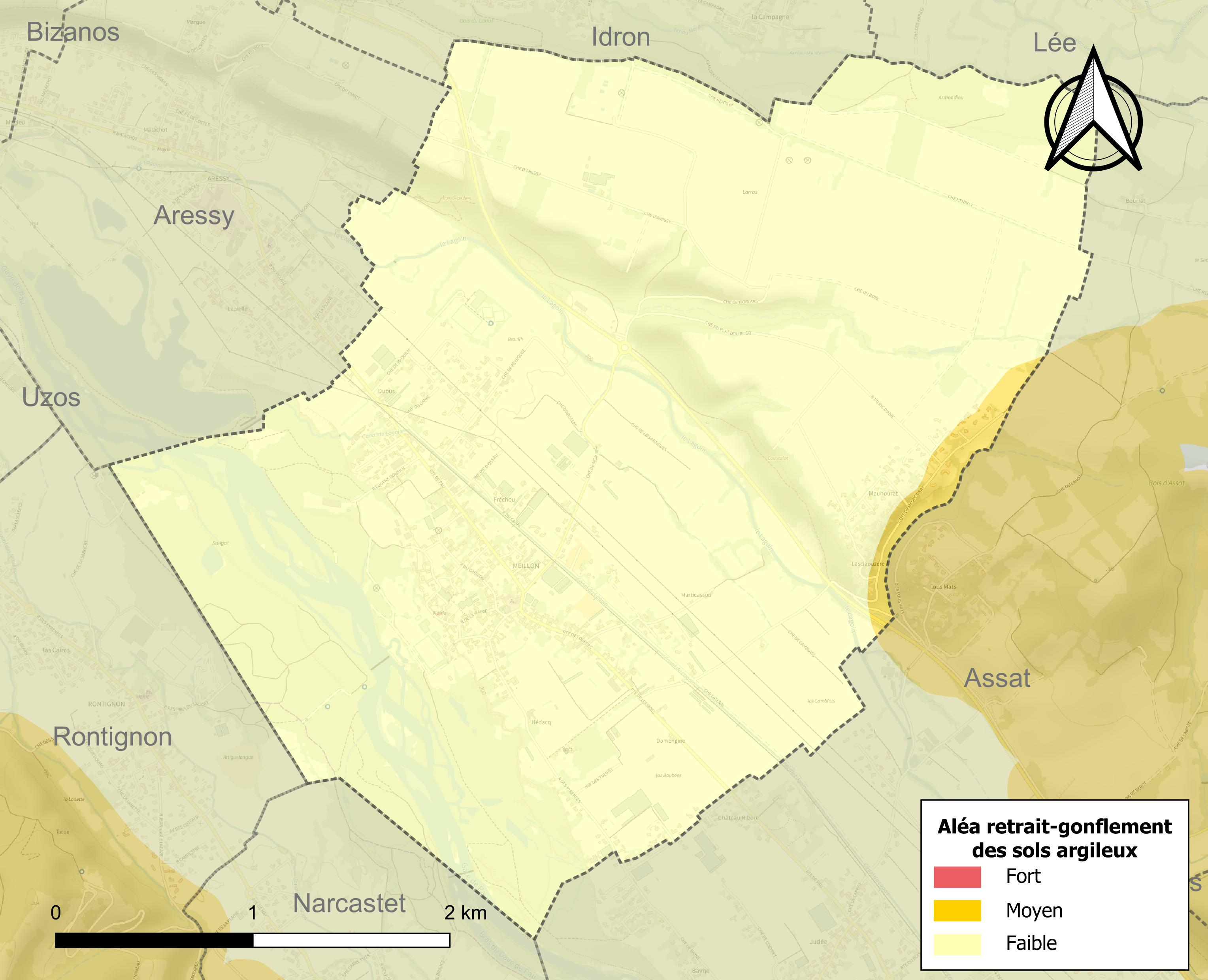
Carte des zones d'aléa retrait-gonflement des sols argileux de Meillon.

Le retrait-gonflement des sols argileux est susceptible d'engendrer des dommages importants aux bâtiments en cas d’alternance de périodes de sécheresse et de pluie. 1,6 % de la superficie communale est en aléa moyen ou fort (59 % au niveau départemental et 48,5 % au niveau national). Depuis le 1er octobre 2020, en application de la loi ELAN, différentes contraintes s'imposent aux vendeurs, maîtres d'ouvrages ou constructeurs de biens situés dans une zone classée en aléa moyen ou fort,.

#### Risque particulier
Dans plusieurs parties du territoire national, le radon, accumulé dans certains logements ou autres locaux, peut constituer une source significative d’exposition de la population aux rayonnements ionisants. Selon la classification de 2018, la commune de Meillon est classée en zone 2, à savoir zone à potentiel radon faible mais sur lesquelles des facteurs géologiques particuliers peuvent faciliter le transfert du radon vers les bâtiments.

## Toponymie
Le toponyme Meillon est mentionné au XIe siècle (Pierre de Marca) et apparaît sous les formes 
Melhoo (XIe – XIVe siècle, Anciens Fors),
Meilon (1286, titres de Béarn), 
Melhoo (1385, censier de Béarn), 
Sent-Pe de Melhon (1456, notaires d'Assat), 
Melho (1538, réformation de Béarn), 
Nostre-Dame de Melhoo (1539, notaires d'Assat) et 
Meilhoo (1547, réformation de Béarn).
Son nom béarnais est Melhon ou Melhoû.

## Histoire
Paul Raymond note que la commune comptait une abbaye laïque, vassale de la vicomté de Béarn. En 1385, Meillon comptait quarante-sept feux et dépendait du bailliage de Pau. La commune faisait partie du fief des seigneurs d' Arsaut de la Tour de France

## Politique et administration
| Période | Période  | Identité              | Étiquette | Qualité |
| ------- | -------- | --------------------- | --------- | ------- |
| 1995    | 2014     | Gérard Salles-Cazeaux |           |         |
| 2014    | En cours | Patrick Buron         |           |         |

### Intercommunalité
Meillon fait partie de sept structures intercommunales :
- la communauté d'agglomération de Pau Béarn Pyrénées ;
- le syndicat AEP de la région de Jurançon ;
- le syndicat d’énergie des Pyrénées-Atlantiques ;
- le syndicat de défense contre les inondations du bassin du Lagoin ;
- le syndicat intercommunal centre de loisirs de Narcastet ;
- le syndicat intercommunal de défense contre les inondations du gave de Pau ;
- le syndicat intercommunal pour la construction et le fonctionnement du collège de Bizanos.

## Population et société

### Démographie
L'évolution du nombre d'habitants est connue à travers les recensements de la population effectués dans la commune depuis 1793. Pour les communes de moins de 10 000 habitants, une enquête de recensement portant sur toute la population est réalisée tous les cinq ans, les populations de référence des années intermédiaires étant quant à elles estimées par interpolation ou extrapolation. Pour la commune, le premier recensement exhaustif entrant dans le cadre du nouveau dispositif a été réalisé en 2005.

En 2022, la commune comptait 948 habitants, en évolution de +4,29 % par rapport à 2016 (Pyrénées-Atlantiques : +3,78 %, France hors Mayotte : +2,11 %).
| 1793 | 1800 | 1806 | 1821 | 1831 | 1836 | 1841 | 1846 | 1851 |
| ---- | ---- | ---- | ---- | ---- | ---- | ---- | ---- | ---- |
| 452  | 503  | 451  | 481  | 550  | 542  | 547  | 573  | 610  |

| 1856 | 1861 | 1866 | 1872 | 1876 | 1881 | 1886 | 1891 | 1896 |
| ---- | ---- | ---- | ---- | ---- | ---- | ---- | ---- | ---- |
| 596  | 629  | 634  | 667  | 671  | 676  | 681  | 648  | 659  |

| 1901 | 1906 | 1911 | 1921 | 1926 | 1931 | 1936 | 1946 | 1954 |
| ---- | ---- | ---- | ---- | ---- | ---- | ---- | ---- | ---- |
| 665  | 635  | 622  | 597  | 610  | 601  | 606  | 603  | 660  |

| 1962 | 1968 | 1975 | 1982 | 1990 | 1999 | 2005 | 2006 | 2010 |
| ---- | ---- | ---- | ---- | ---- | ---- | ---- | ---- | ---- |
| 655  | 697  | 662  | 727  | 709  | 738  | 743  | 781  | 867  |

| 2015 | 2020 | 2022 | - | - | - | - | - | - |
| ---- | ---- | ---- | - | - | - | - | - | - |
| 895  | 935  | 948  | - | - | - | - | - | - |

Meillon fait partie de l'aire d'attraction de Pau.

## Économie
La devise du village, apposée sur le mur de l'ancienne mairie, est deu milhoc au beth cabelh meilhou qu'ey rey, ce qui peut se traduire par 'du maïs aux beaux épis meillon est roi'.
La tradition agricole du village est notamment marquée par une activité maraîchère qui a connu son apogée dans les années 80. Cette activité se concentre dans la plaine du gave tandis que la culture des céréales (essentiellement du maïs) se trouve localisée sur le coteau. La commune fait partie de la zone d'appellation de l'ossau-iraty.

## Culture locale et patrimoine

### Patrimoine religieux

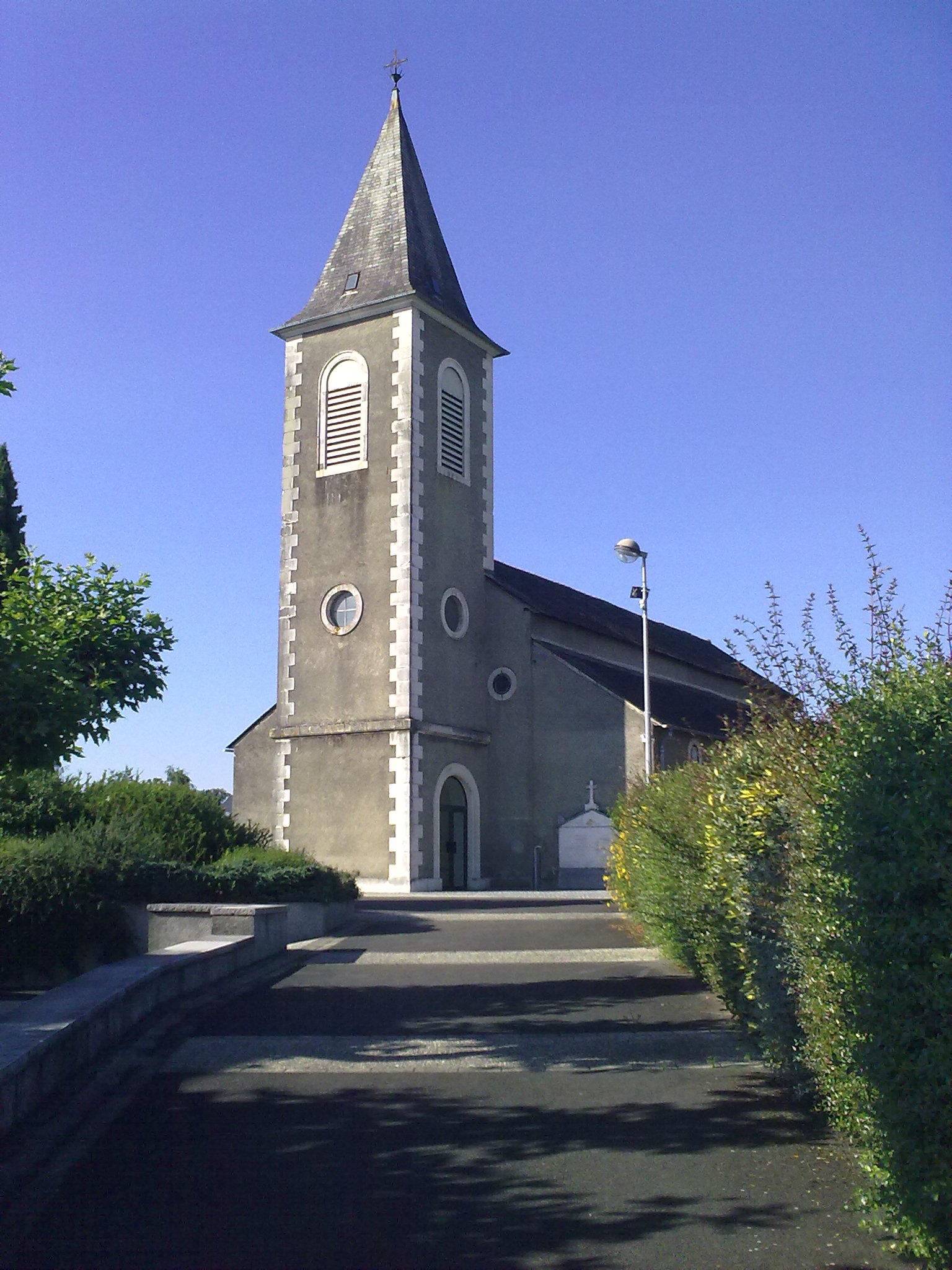
L'église Saint-Pierre.

L'église Saint-Pierre fut partiellement reconstruite au XIXe siècle.

## Sports
L’Étoile sportive meillonaise voit le jour le 8 janvier 1924

## Personnalités liées à la commune
Le peintre,  Paul Mirat (1885-1966) est originaire de Meillon. Le 18 mai 2019 François Bayrou, maire de Pau, a inauguré le centre culturel de Meillon baptisé Espace Paul-Mirat. Ce lieu abrite une exposition réalisée par le collectif des habitants de la rue Paul-Mirat à Pau réunis dans l'association "Les Amis du quartier Paul-Mirat". Le même jour, et à l'initiative de l'association "Les Pacaniers de Jefferson", Mr Daniel E. Hall, consul des États-Unis à Bordeaux, a planté un pacanier, faisant de Meillon un haut lieu de l'amitié franco-américaine.

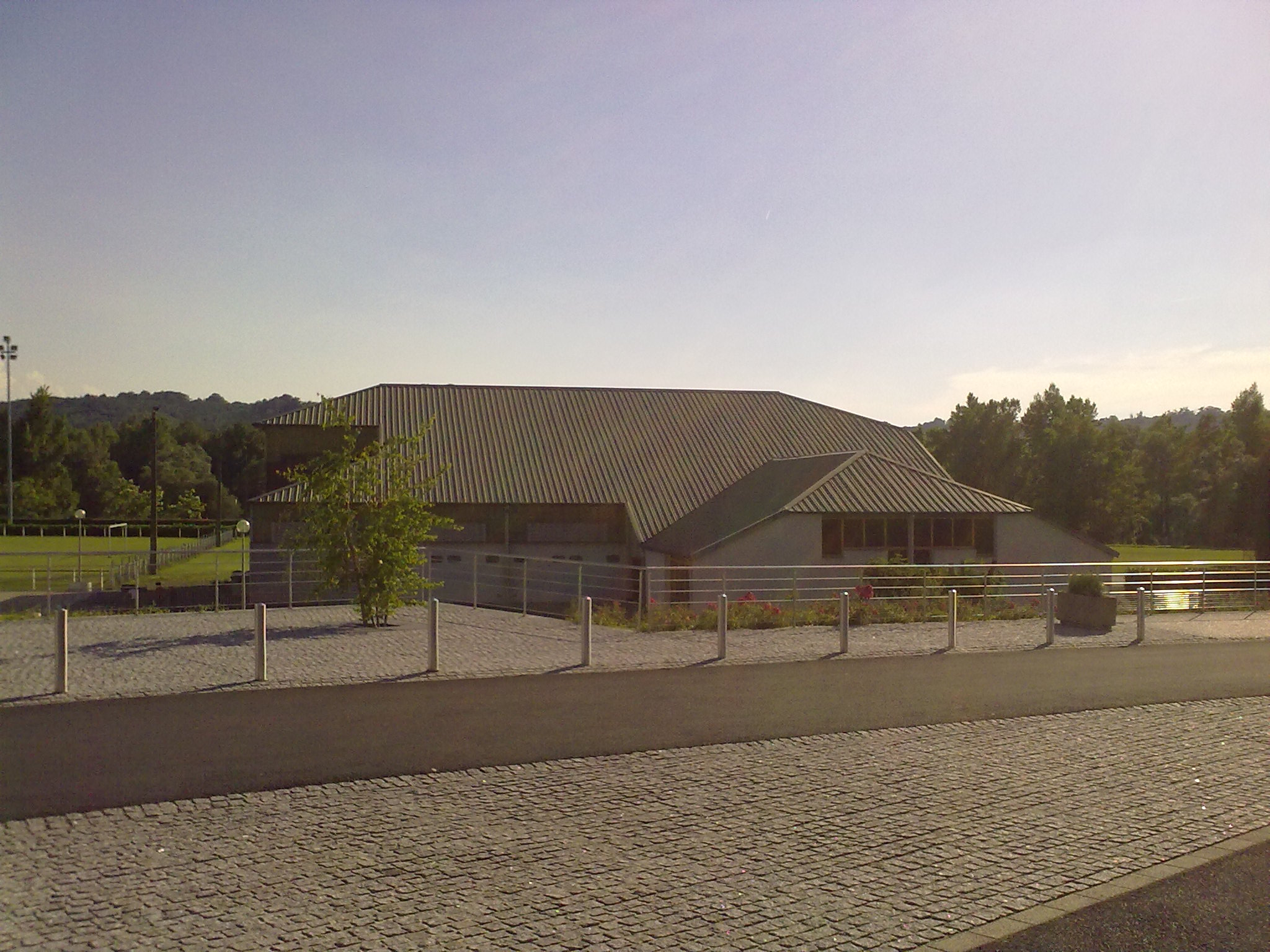
La salle polyvalente.